# Điều tra gian lận phiếu bầu của Mnet
Điều tra gian lận phiếu bầu của Mnet là một vụ bê bối liên quan đến việc gian lậu phiếu bầu trong một số chương trình truyền hình thực tế sống còn được sản xuất và phát sóng bởi kênh truyền hình Mnet. Vụ bê bối chủ yếu liên quan đến series Produce 101 và Idol School, các chương trình có mục đích thành lập các nhóm nhạc K-pop bao gồm các thành viên được khán giả bình chọn. Tháng 7 năm 2019, khi tập chung kết của Produce X 101, mùa thứ tư của Produce 101, đang phát sóng, nhiều khán giả nghi ngờ rằng đã có sự gian lận phiếu bầu sau khi nhận ra một số trùng hợp về số liệu. Ngày 1 tháng 8, 272 khán giả khởi kiện Mnet, dẫn đến việc cảnh sát Seoul bắt đầu một cuộc điều tra.
Ahn Joon-young và Kim Yong-bum, các nhà sản xuất của Produce 101, bị bắt giữ vào ngày 5 tháng 11 năm 2019. Sau đó Ahn thú nhận đã sắp xếp thứ hạng của các thí sinh trong tất cả bốn mùa của Produce 101. Ngày 3 tháng 12 năm 2019, Ahn, Kim và sáu đại diện của các công ty giải trí bị truy tố tội lừa đảo và hối lộ. Một phiên tòa đã bắt đầu vào ngày 20 tháng 12 năm 2019. Cuộc điều tra đã ảnh hưởng đến hoạt động của các nhóm nhạc được thành lập từ các chương trình trên, như Iz*One và X1, cũng như đến ý kiến của công chúng về các chương trình thực tế sống còn khác mà Mnet đang phát sóng.

## Bối cảnh
Năm 2009, kênh truyền hình Hàn Quốc Mnet sản xuất chương trình thực tế sống còn đầu tiên của mình, Superstar K. Chương trình ngay lập tức trở nên nổi tiếng và dẫn đến sự bùng nổ của các chương trình có nội dung tương tự. Năm 2016, Mnet khởi động Produce 101 với mục đích thành lập một nhóm nhạc K-pop mang tính dự án bao gồm 11 thành viên được lựa chọn từ 101 thí sinh tham gia chương trình. Nhóm nhạc được thành lập từ chương trình, I.O.I, đã đạt nhiều thành công trong thời hạn hợp đồng một năm của mình. Vì vậy, Mnet tiếp tục sản xuất Produce 101. Hai mùa tiếp theo, Produce 101 Mùa 2 và Produce 48 (hợp tác với AKB48 Group), lần lượt thành lập Wanna One và Iz*One, và cả hai nhóm đều đạt nhiều thành công. Mùa thứ tư, Produce X 101 được phát sóng vào năm 2019 và thành lập X1. Bên cạnh Produce 101, Mnet cũng phát sóng Idol School vào năm 2017 với cấu trúc tương tự và thành lập nhóm nhạc nữ Fromis 9.

## Điều tra

### Vụ kiện
Trong khi tập chung kết của Produce X 101 đang được phát sóng trực tiếp vào ngày 29 tháng 7 năm 2019, một số người xem nghi ngờ rằng Mnet đã gian lận phiếu bầu sau khi nhận thấy số phiếu của một số thí sinh đều là bội số của 7494. Đáp lại những lời cáo buộc, Mnet công nhận rằng đã xảy ra sai sót trong tính toán, nhưng vẫn khẳng định thứ hạng cuối cùng là chính xác và không có ý định thay đổi đội hình thành viên của X1. 14 đại diện từ các công ty quản lý của 20 thí sinh lọt vào chung kết đã tổ chức một cuộc họp vào ngày 29 tháng 7 năm 2019, và thống nhất sẽ ủng hộ kết quả của Produce X 101 cũng như hoạt động ra mắt của X1. Ngày 1 tháng 8 năm 2019, 272 người xem khởi kiện Mnet tội gian lận phiếu bầu, bởi dịch vụ bình chọn bằng tin nhắn điện thoại thu phí 100 won mỗi phiếu.

### Cảnh sát lục soát và cáo buộc của các thí sinh
Ngày 20 tháng 8 năm 2019, cảnh sát ra lệnh lục soát văn phòng của CJ E&M và một công ty thực hiện bình chọn qua tin nhắn điện thoại. Trong cuộc lục soát đầu tiên, cảnh sát đã phát hiện các đoạn ghi âm một số nhân viên của chương trình thảo luận về việc gian lận phiếu bầu trong các mùa trước, và vì vậy mở rộng điều tra ra toàn bộ bốn mùa của Produce 101, Idol School, Show Me the Money và Superstar K.

#### Produce X 101
Ngày 1 tháng 10 năm 2019, cảnh sát Seoul xác nhận rằng phiếu bầu dành cho các thí sinh bị loại đã được cộng vào số phiếu của các thí sinh nằm trong đội hình của X1, việc này ảnh hưởng đến 2-3 thí sinh đáng lẽ đã nằm trong top 11. Cảnh sát đã ra lệnh lục soát và tịch thu đối với văn phòng của Starship Entertainment, Woollim Entertainment và MBK Entertainment, cũng như điều tra một số công ty quản lý đã tham gia Produce 48. Theo hợp đồng với CJ E&M, các công ty quản lý được trả 100.000 won cho mỗi tập mà thực tập sinh của họ xuất hiện. Một thí sinh giấu tên cáo buộc rằng các công ty quản lý chỉ nhận được 1 triệu won khi thực tập sinh của mình tham gia vào một bài hát, và nếu bài hát đó thành công thì CJ E&M giữ toàn bộ lợi nhuận phát sinh. Một số công ty quản lý không đồng ý với điều này và đã yêu cầu chương trình loại thực tập sinh của mình vào phút chót để rút họ khỏi chương trình.
Ngày 15 tháng 10 năm 2019, MBC phát sóng một bản tin về vụ việc trên chương trình PD Note. Các thi sinh  Produce X 101 và Idol School cũng như đại diện các công ty quản lý cáo buộc rằng đội ngũ sản xuất đã có những hành động ưu ái các thí sinh mà họ thích, như ép các nhà sản xuất âm nhạc dành nhiều lời hát cho một số thí sinh nhất định, hay cho một số thí sinh lên hình nhiều hơn. Một thí sinh giấu tên cáo buộc rằng dưới áp lực của Starship Entertainment, một trong các huấn luyện viên vũ đạo của chương trình đã bí mật báo trước nội dung nhiệm vụ cho một thí sinh của công ty. Thí sinh này cũng cho biết một số thí sinh khác đã biết thứ hạng cuối cùng trước khi kết quả được công bố, và đại diện của Woollim Entertainment đã nói với một thí sinh của mình rằng chỉ có một người từ công ty được ra mắt cùng X1.
Hai thí sinh cáo buộc rằng vị trí trung tâm trong đội hình biểu diễn bài hát chủ đề của chương trình, "X1-MA", ban đầu được trao cho một thí sinh khác do tất cả các thí sinh bình chọn, nhưng các nhà sản xuất đã chuyển sang sử dụng bình chọn của người xem vào phút chót. Một thi sinh khác cho biết các thí sinh cảm thấy chương trình ưu ái các thực tập sinh của Starship Entertainment. Một số nhân viên giấu tên của chương trình cáo buộc rằng để xác định thứ hạng cuối cùng, chỉ có một nhà sản xuất thực hiện việc đếm số phiếu trong một căn phòng tách biệt và kết quả được gửi cho họ qua tin nhắn.

#### Idol School
Ngày 3 tháng 10 năm 2019, một thí sinh giấu tên của Idol School cáo buộc rằng chỉ có ba hoặc bốn trong số 4.000 thí sinh đăng ký thử giọng để tham gia chương trình thực sự trải qua vòng thử giọng, nghĩa là phần lớn các thí sinh không cần thử giọng mà vẫn được tham gia. Trong một cuộc phỏng vấn với MBC, một thi sinh khác cho biết trong suốt thời gian luyện tập kéo dài 6 tháng, các thí sinh chỉ nhận được trang phục mùa hè và bị buộc phải mặc chúng trong thời tiết lạnh. Bên cạnh đó, họ bị cắt liên lạc với bên ngoài, chỉ được mua đồ dùng cần thiết hàng ngày mỗi tháng một lần, và không có đủ đồ ăn.
Trong chương trình PD Note phát sóng vào ngày 15 tháng 10, các thí sinh giấu tên cáo buộc rằng nơi ở của họ thông gió kém và một số thí sinh đã bị mẩn ngứa vì bụi. Họ cũng cho biết các thí sinh bị thiếu dinh dưỡng đến mức một số người không hành kinh hoặc hành kinh kéo dài hai tháng.

### Bắt giữ và truy tố
Ngày 16 tháng 10 năm 2019, cảnh sát bắt đầu điều tra các nhà sản xuất có nhận hối lộ để gian lận phiếu bầu hay không. Ngày 5 tháng 11 năm 2019, được Tòa án Quận Seoul chấp thuận, cảnh sát ra lệnh bắt giữ và cấm di chuyến đối với giám đốc sản xuất Ahn Joon-young, chỉ đạo sản xuất Kim Yong-bum, một nhà sản xuất họ Lee, và phó chủ tịch Starship Entertainment Kim Kang-hyo, sau khi họ cố gắng tiêu hủy các bằng chứng. Tối ngày hôm đó, Ahn và Kim Yong-bum bị bắt giữ. Ban đầu Ahn khai rằng chỉ thay đổi thứ hạng của các thí sinh Produce 48 và Produce X 101, nhưng sau đó thú nhận rằng đã gian lận phiếu bầu trong cả hai mùa đầu tiên.
Ngày 7 tháng 11 năm 2019, cảnh sát cho biết thứ hạng của top 20 thí sinh trong Produce 48 và Produce X 101 đều đã được các nhà sản xuất xác định trước khi các màn biểu diễn trong đêm chung kết được ghi hình và phát sóng. Đến ngày 12 tháng 11 năm 2019, tổng cộng 10 người, bao gồm các nghi can kể trên, đã bị bắt, trong đó có phó chủ tịch CJ ENM Shin Hyung-kwan.
Ngày 3 tháng 12 năm 2019, Ahn, Kim Yong-bum và Lee bị truy tố tội lừa đảo; còn lãnh đạo Starship Entertainment Kim Shi-dae và Kim, cựu nhân viên Woollim Entertainment Lee, cựu nhân viên 8D Creative Ryu, và nhân viên Around Us Entertainment Kim bị truy tố tội hối lộ. Theo bản cáo trạng, Ahn và Kim Yong-bum đã gặp một nhân vật khác trong ngành hai ngày trước khi tập chung kết của Produce X 101 được phát sóng trực tiếp để xác định 11 thành viên của X1 dựa trên lượng phiếu bình chọn. Họ muốn loại những thí sinh mình không thích, đặc biệt là những thí sinh đã từng hoạt động trong các nhóm nhạc. Trước đó Ahn và Kim Yong-bum từng sắp xếp một cuộc gặp mặt khác vào tháng 8 năm 2018 trước tập chung kết của Produce 48 để lựa chọn 12 thành viên của Iz*One. Ahn đã tráo đổi thứ hạng của hai thí sinh đáng lẽ được nằm trong đội hình của Wanna One. Một nguồn thông tin cho biết bản cáo trạng cũng đề cập đến một thí sinh đáng lẽ được ra mắt cùng I.O.I nhưng đã bị thay thế.
Bên cạnh đó, Ahn cũng đã xáo trộn thứ hạng của các thí sinh trong các vòng đánh giá ở những tập trước. Một thí sinh Produce X 101 mặc dù vượt qua vòng loại đầu tiên nhưng đã bị thay thế bởi một thí sinh khác, và điều tương tự cũng đã xảy ra ở vòng loại thứ ba. Ahn cũng tráo đổi thứ hạng của hai thí sinh Produce 101 và một thí sinh Produce 101 Mùa 2; ban đầu các thí sinh này đều vượt qua vòng loại thứ nhất. Ahn và Kim Yong-bum khai rằng họ đã xác định trước đội hình thành viên của Iz*One và X1 vì những áp lực từ sự thành công của Wanna One.
CJ ENM đã thu được 124,65 triệu won lợi nhuận qua việc bình chọn bằng tin nhắn điện thoại từ Produce 48 và Produce X 101. Trước đó cảnh sát phát hiện ra rằng trong nửa sau năm 2018, Ahn đã 40 lần sử dụng dịch vụ tại các địa điểm giải trí dành cho người lớn tại Gangnam do nhiều công ty quản lý tài năng chi trả, với tổng giá trị xấp xỉ 100 triệu won. Tuy nhiên, bản cáo trạng làm rõ rằng từ tháng 1 năm 2018 đến tháng 7 năm 2019, Ahn đã sử dụng dịch vụ 47 lần với tổng trị giá 46,83 triệu won được năm đại diện của các công ty quản lý chi trả để đối lấy thời gian lên hình nhiều hơn cho các thực tập sinh của mình. Phản hồi thông tin này, 8D Creative cho biết Ryu không còn làm việc cho công ty nữa và đang bị truy tố tội hối lộ trong Produce X 101 thông qua công ty riêng của mình, Enfant Terrible. Around Us Entertainment cho biết nhân viên Kim của họ đã mua rượu cho Ahn nhưng công ty không liên quan đến việc hối lộ.
Ngày 14 tháng 2 năm 2020, cảnh sát Seoul ra lệnh bắt giữ đối với hai thành viên trong đội ngũ sản xuất của Idol School.

### Nạn nhân
Nạn nhân bị ảnh hưởng nhất bao gồm:
| Mùa   | Thí sinh                         | Giai đoạn               | Ghi chú |
| ----- | -------------------------------- | ----------------------- | --- |
| Mùa 1 | Kim Su Hyun                      | Vòng bình chọn đầu tiên | |
| Mùa 1 | Seo Hye Lin                      | Vòng bình chọn đầu tiên | |
| Mùa 2 | Seong Hyun Woo (LIMITLESS’s A.M) | Vòng bình chọn đầu tiên | Bị loại ở tập 5 |
| Mùa 2 | Dongho (NU'EST)                  | Vòng bình chọn thứ 4    | Mất suất ra mắt cùng Wanna One |
| Mùa 3 | Lee Ga Eun (After School)        | Vòng bình chọn thứ 4    | Thứ hạng thực tế trong đêm chung kết: Lee Ga Eun thứ 5, Han Cho-won thứ 6 nhưng bị mất suất ra mắt cùng IZ*ONE                      |
| Mùa 3 | Han Cho-Won(Lightsum)            | Vòng bình chọn thứ 4    | Thứ hạng thực tế trong đêm chung kết: Lee Ga Eun thứ 5, Han Cho-won thứ 6 nhưng bị mất suất ra mắt cùng IZ*ONE                      |
| Mùa 4 | Anzardi Timothee                 | Vòng bình chọn đầu tiên | |
| Mùa 4 | Kim Kook Heon (B.O.Y)            | Vòng bình chọn thứ 3    | |
| Mùa 4 | Lee Jin Woo (GHOST9)             | Vòng bình chọn thứ 3    | |
| Mùa 4 | Koo Jung Mo (CRAVITY)            | Vòng bình chọn thứ 4    | Thứ hạng thực tế trong đêm chung kết: Koo Jung Mo thứ 6, Lee Jin Hyuk thứ 7, Keum Dong Hyun thứ 8 nhưng bị mất suất ra mắt cùng X1. |
| Mùa 4 | Lee Jin Hyuk (UP10TION)          | Vòng bình chọn thứ 4    | Thứ hạng thực tế trong đêm chung kết: Koo Jung Mo thứ 6, Lee Jin Hyuk thứ 7, Keum Dong Hyun thứ 8 nhưng bị mất suất ra mắt cùng X1. |
| Mùa 4 | Keum Dong Hyun (EPEX)            | Vòng bình chọn thứ 4    | Thứ hạng thực tế trong đêm chung kết: Koo Jung Mo thứ 6, Lee Jin Hyuk thứ 7, Keum Dong Hyun thứ 8 nhưng bị mất suất ra mắt cùng X1. |

## Phiên tòa
Phiên tòa đầu tiên diễn ra vào ngày 20 tháng 12 năm 2019. Trong phiên tòa, các bị cáo thú nhận các tội danh nhưng yêu cầu được xét xử kín để tránh tiết lộ tên các thí sinh được sắp xếp thứ hạng.
Phiên tòa thứ hai diễn ra vào ngày 14 tháng 1 năm 2020 và có sự tham dự của công tố viên cũng như đại diện pháp lý cho các bị cáo. Thông qua đội ngũ pháp lý của mình, Ahn và Kim khai rằng mặc dù đúng là họ đã thay đổi thứ hạng của các thí sinh, hành vi của họ không phạm pháp. Han Dong-chul, chỉ đạo sản xuất mùa thứ nhất của Produce 101, và một nhân viên họ Park có mặt tại phiên tòa với tư cách là nhân chứng; cả hai bị nghi ngờ đã thay đổi thứ hạng các thí sinh của mùa một. Công tố viên đã yêu cầu ca sĩ Lee Hae-in và một thí sinh khác của Produce 101 mùa 1 làm nhân chứng, tuy nhiên luật sư của Lee cho biết cô sẽ có mặt trong phiên xét xử tiếp theo. Han và Park cũng được lên lịch hỏi cung trong phiên xét xử tiếp theo.
Ngày 7 tháng 2 năm 2020, cả tám bị cáo đều có mặt. Luật sư của Ahn và Kim khai rằng trong hai mùa đầu tiên, phiếu bầu được thay đổi vì lợi ích của các thí sinh muốn rời khỏi chương trình. Bên cạnh đó, Ahn cho biết mặc dù ông đã phạm luật, ông chỉ uống rượu cùng đại diện của các công ty quản lý chứ không nhận hối lộ của họ, một lời khai được các bị cáo khác xác nhận. Phiên tòa thứ ba diễn ra vào ngày 6 tháng 3 năm 2020.

## Kết án
Ngày 12 tháng 5 năm 2020, công tố viên đề nghị mức án ba năm tù đối với giám đốc sản xuất (PD) Ahn Joon-young và chỉ đạo sản xuất (CP) Kim Yong-bum; hai năm tù đối với trợ lý giám đốc sản xuất Lee Mi-kyung; và một năm tù đối với đại diện của các công ty quản lý. Tòa tuyên án vào ngày 29 tháng 5 tại Tòa án Quận Seoul; theo đó, Ahn Joon-young bị phạt 38 triệu won và kết án hai năm tù; Kim Yong-beom bị kết án 20 tháng tù; Lee Mi-kyung bị phạt 10 triệu won. Đại diện các công ty quản lý "Kim", "Lee" và "Ryu" bị phạt 7 triệu won mỗi bị cáo, còn hai đại diện khác cùng tên "Kim" bị phạt 5 triệu won mỗi bị cáo.

## Ảnh hưởng
Sau khi Mnet bị khởi kiện vào tháng 8 năm 2019, một số nhãn hàng đã hủy bỏ hoặc tạm ngừng hợp đồng quảng cáo với X1. Công ty quản lý của một số thành viên trong nhóm từ chối ký hợp đồng với ENM cho đến khi các cáo buộc được giải quyết. Mặc dù vậy, nhóm vẫn tiếp tục hoạt động theo kế hoạch. Sau khi sự xuất hiện của nhóm tại sự kiện V Heartbeat của V Live Awards 2019 bị hủy bỏ, Mnet thông báo rằng hiện nhóm không có kế hoạch tiếp tục hoạt động.
Album phòng thu đầu tay của Iz*One, Bloom*Iz, được lên kế hoạch phát hành vào ngày 11 tháng 11 năm 2019 nhưng việc này đã bị hoãn lại sau khi Ahn Joon-young hầu tòa vào ngày 6 tháng 11. Do đó, các hoạt động quảng bá của nhóm cũng bị hủy bỏ hoặc tạm ngừng, trong đó có phim điện ảnh Eyes on Me: The Movie. Ngày 28 tháng 11 năm 2019, các hoạt động tại Nhật Bản của nhóm cũng chấm dứt, trong đó có chương trình phát thanh của các thành viên Miyawaki Sakura và Honda Hitomi. Ngày 4 tháng 12 năm 2019, câu lạc bộ người hâm mộ của Iz*One tại Nhật Bản dừng hoạt động, ngừng nhận đăng ký thành viên và hoàn tiền cho các thành viên đã đăng ký.
Ngày 30 tháng 12 năm 2019, Mnet và CJ ENM thông báo cả Iz*One và X1 sẽ thảo luận về kế hoạch hoạt động của hai nhóm, và các thí sinh bị loại một cách bất công sẽ được bồi thường. Cả 2 nhóm đều bị loại khỏi danh sách đề cử tại lễ trao giải Golden Disc Awards lần thứ 34. Ngày 6 tháng 1 năm 2020, X1 tan rã sau khi công ty quản lý của các thành viên không thể đạt được đồng thuận về hoạt động của nhóm, còn công ty quản lý của các thành viên Iz*One thì đồng ý rằng nhóm sẽ tiếp tục hoạt động.

## Phản ứng

### Mnet
Mnet đưa ra lời xin lỗi đầu tiên sau khi các cáo buộc nổ ra vào tháng 7 năm 2019. Mặc dù vậy, vào ngày 21 tháng 10 Mnet vẫn công bố việc sản xuất chương trình thực tế sống còn Teen Singer vào năm 2020. Ngày 5 tháng 11 năm 2019, Mnet thông báo là đang phối hợp với cảnh sát sau khi lệnh bắt giữ được đưa ra. Sau khi Ahn Joon-young và Kim Yong-bum bị bắt giữ, Mnet thông báo các chương trình thực tế mà mình đang phát sóng, như Queendom và Teen Singer, sẽ sử dụng một hệ thống "theo dõi", trong đó người xem và các bên thứ ba sẽ theo dõi kết quả bình chọn. Bên cạnh đó, chương trình World Klass sẽ xác định người chiến thằng thông qua sự đánh giá của các chuyên gia trong ngành và số lượt bình chọn trên V Live, chứ không sử dụng hệ thống bình chọn qua tin nhắn trả phí. Ngày 18 tháng 11 năm 2019, Mnet thông báo sẽ gỡ cả bốn mùa của Produce 101 khỏi các dịch vụ video theo yêu cầu.
Ngày 3 tháng 12 năm 2019, Mnet đưa ra lời xin lỗi thứ hai về kết quả của cuộc điều tra và cho biết họ sẽ sớm thông báo về kế hoạch hoạt động của Iz*One và X1. Ngày 18 tháng 12 năm 2019, Kang Ji-hoon, quản lý nội dung của Mnet, thông báo Mnet sẽ không sản xuất các chương trình sống còn nữa và đang thảo luận về việc bồi thường cho các thí sinh bị loại một cách bất công.

### Công chúng
Sau khi các cáo buộc xuất hiện vào tháng 7 năm 2019, chính trị gia Ha Tae-kyung đã lên án Mnet và chỉ ra rằng các số liệu phiếu bầu không thể xảy ra một cách tự nhiên. Ngày 17 tháng 10 năm 2019, Ủy ban Tiêu chuẩn Truyền thông Hàn Quốc thông báo có thể sẽ phạt Mnet số tiền lên tới 30 triệu won.
Đội ngũ sản xuất của Produce 101 Japan, một chương trình spin-off của Produce 101, thông báo trên trang web của mình rằng họ không liên kết với đội ngũ sản xuất Hàn Quốc và sử dụng một hệ thống bình chọn riêng biệt có sự giám sát của các luật sư bên thứ ba.
Sau khi Ahn Joon-young thú nhận kết quả của hai mùa đầu tiên đã có gian lận, một hình ảnh Mnet từng đăng tải trên trang Facebook chính thức khi tập chung kết của Produce 101 Mùa 2 đang được phát sóng đã trở nên viral. Theo thông tin trong hình ảnh này, danh sách thí sinh giành chiến thắng bao gồm Kang Dong-ho, Kim Samuel và Kim Jong-hyun thay vì Yoon Ji-sung, Kim Jae-hwan và Ha Sung-woon, nhưng Mnet cho biết đây là một sai sót và nhanh chóng xóa hình ảnh đó.